# Crab Orchard (Nebraska)
Crab Orchard è un comune (village) degli Stati Uniti d'America, nella contea di Johnson nello Stato del Nebraska.
La località, situata nella parte sud-orientale dello Stato, a poco più di 20 chilometri dal capoluogo di contea Tecumseh, ha una superficie di poco maggiore a mezzo chilometro quadrato.